# Burhaniye
Burhaniye là một huyện thuộc tỉnh Balıkesir, Thổ Nhĩ Kỳ. Huyện có diện tích 280 km² và dân số thời điểm năm 2007 là 48602 người, mật độ 174 người/km².